# 양좀 브라우엔
양좀 브라우엔(Yangzom Brauen, 1980년 4월 18일 ~ )은 스위스의 영화배우, 텔레비전 감독이다.
스위스에서 태어났다.

## 영화
- 본 인 배틀 (2015년)
- 후 킬드 조니 (2013년) - 바텐더 역
- 와일드 살로메 (2011년)
- 무빙 인 (2010년)
- 더 만달라 메이커 (2009년) - 미란다 역
- 카르고 (2009년) - 미유키 역
- 팬도럼 (2009년)
- 더 빅 원 (2005년)
- 이온 플럭스 (2005년) - 이나리 역
- 라이프 콜링 (2001년)